# Taizé (Saona i Loara)

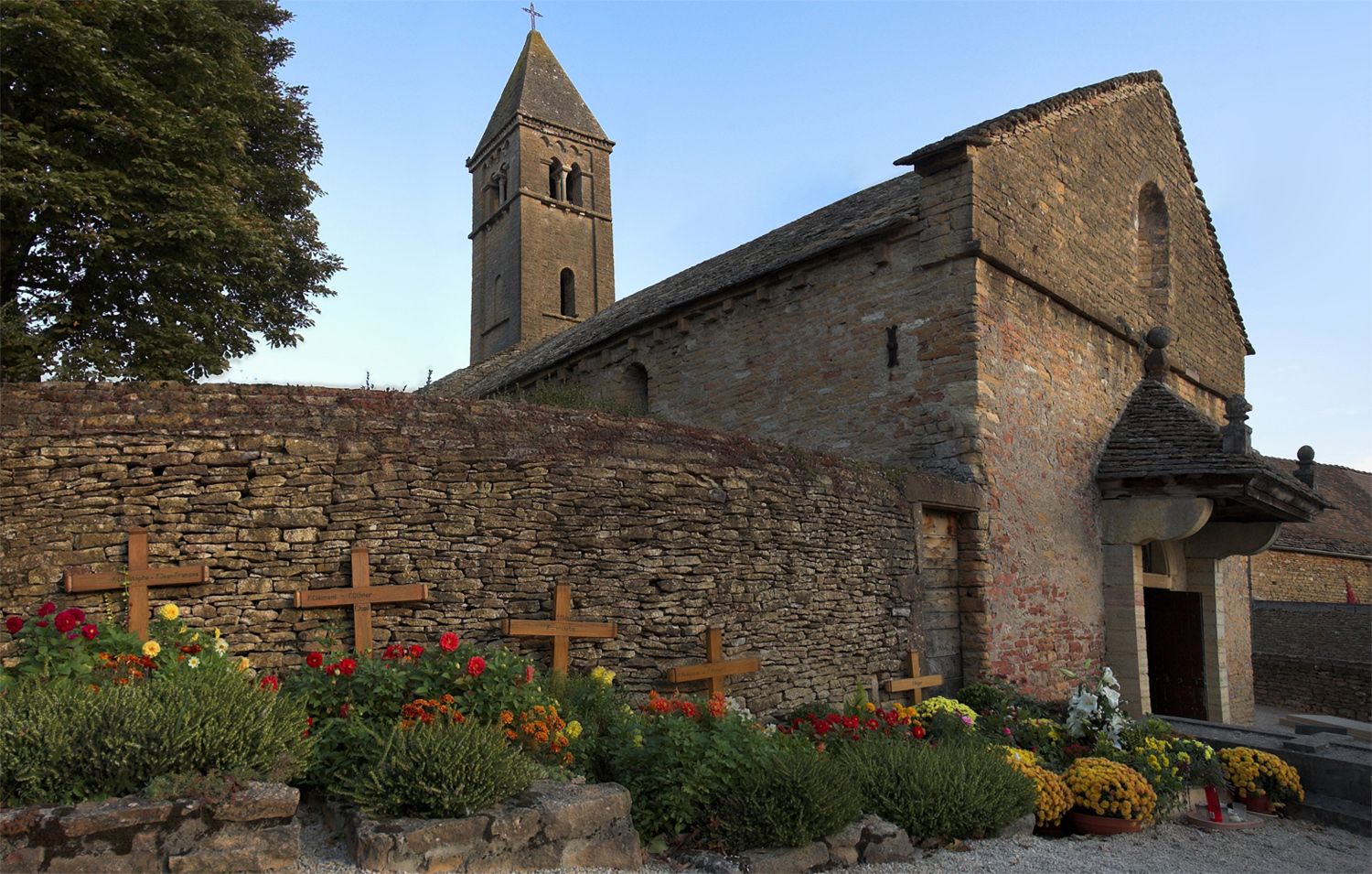
Kościół romański w Taize

Taizé – miejscowość i gmina położona w południowo-centralnej Francji, w regionie Burgundia-Franche-Comté, w pobliżu Cluny i Mâcon w departamencie Saona i Loara.
Według danych na rok 1990 gminę zamieszkiwało 118 osób, a gęstość zaludnienia wynosiła 37 osób/km² (wśród 2044 gmin Burgundii Taizé plasuje się na 792. miejscu pod względem liczby ludności, natomiast pod względem powierzchni na miejscu 1324.).
W Taizé mieści się ekumeniczna Wspólnota Taizé założona w 1940 przez młodego protestanta ze Szwajcarii - Rogera Schutza. Taizé jest celem licznych pielgrzymek, zwłaszcza młodzieży chrześcijańskiej.
Co tydzień do wioski przyjeżdża od 60 do 6 000 młodzieży z całego świata. Większość budynków mieszkalnych zajmują bracia ze wspólnoty.